# 卢修斯·尤尼乌斯·布鲁图斯

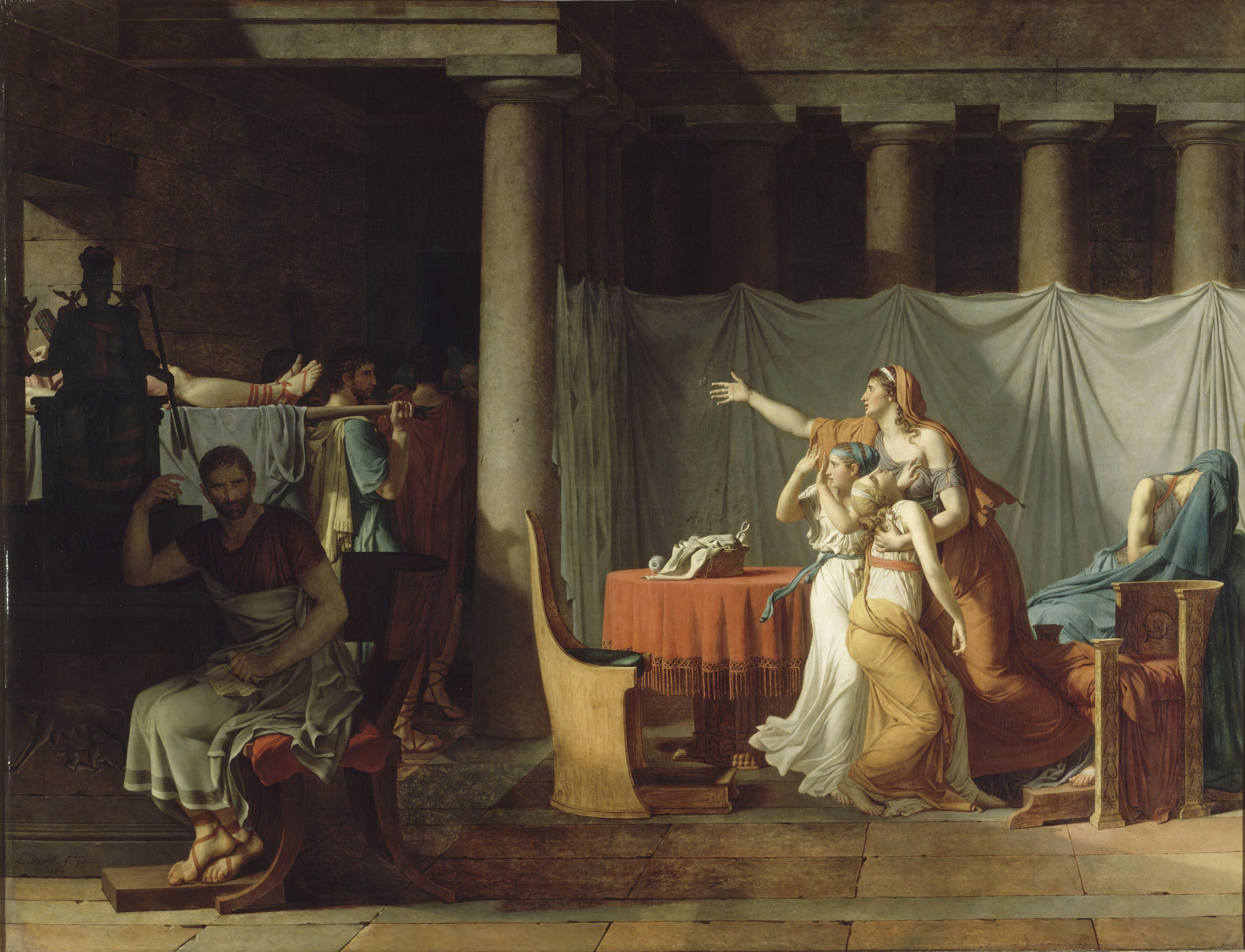
《护从搬来布鲁图斯儿子的尸体》，雅克-路易·大卫，1789年

卢修斯·尤尼乌斯·布鲁图斯（拉丁语：Lucius Junius Brutus，—前509年），罗马共和国的建立者，第六任羅馬國王塞尔维乌斯·图利乌斯的儿子；传统上被认为是其第一个罗马执政官（公元前509年）。他被称为是罗马尤尼亚氏族的一位祖先，该氏族的后代包括刺杀了凯撒的马尔库斯·尤尼乌斯·布鲁图。
罗马王政时代的最后一位暴君卢基乌斯·塔奎尼乌斯·苏培布斯杀其兄时，他装疯得免。后领导罗马人逐暴君虐吏，宣布共和政治。约在公元前509年同科勒泰纳斯一起被选为第一任执政官。